# Bolitoglossa celaque
Bolitoglossa celaque é uma espécie de anfíbio caudado pertencente à família Plethodontidae, sub-família Plethodontinae.